# Église Saint-Vigor de Neau
L'église Saint-Vigor de Neau est une église romane dédiée à saint Vigor, et située au sud du village de Neau en Mayenne, entre Évron et Brée. Aux origines très anciennes, elle abrite des peintures murales médiévales redécouvertes dans les années 1970. 

## L'église
Un premier bâtiment aurait été construit entre le VIIIe siècle et le IXe siècle sur une nécropole découverte lors de fouilles archéologiques effectuées dans le chœur en 1988-1989. Ces fouilles ont mis au jour les vestiges de l'abside. L'église, avec le village, est comprise dans la dotation nouvelle de l'abbaye d'Évron par Robert en 989 : une restitution de l'église aux religieux de l'abbaye d'Évron, datant de 989, prouve qu'elle appartenait à cette époque à cette puissante abbaye voisine. Le bâtiment aurait été détruit par les Normands. Un nouvel édifice a été construit au même endroit au XIIe siècle, et Hildebert, en 1115, dans sa charte de confirmation, la mentionne avec son vocable de saint Vigor.  
L'église de Neau servait de chapelle pour les moines du prieuré situé à côté du bâtiment. La communication entre le monastère et l'église se faisait par une porte donnant sur le chœur.
L'église romane a été construite selon un plan rectangulaire de 22 m de long  et de 5 m80 de large (5 m25 dans le chœur), à chevet plat. En 1548, une seconde nef est accolée depuis le pignon oriental jusqu'au milieu de la nef et du chœur romans. Elle en est séparée par trois arcs en plein cintre et deux piliers. On construit également un beffroi, qui adoptera la forme d'un pinacleen 1617, puis deviendra une véritable tour en 1857.

## Le prieuré
Le prieuré est adossé à l'église côté sud et n'avait pas d'autre église que celle du village, communiquant directement avec le chœur. Le bail du prieuré "de Neau et de Brée" mentionne en 1691 : "la maison priorale, escurie, jardin, fuye, droit de pesche dans le refoul, droit de chasse sur l'étendue du fief, rentes féodales, domaine et métairie, moulin de Neau, dîmes, y compris celles de Saint-Christohe du Luat et de Brée".

## Le retable
Un retable de 1660 est installé dans la seconde nef. Il se trouvait à l'origine dans le chœur, cachant une partie des fresques du XIIIe siècle; il a été déplacé lors de la restauration des peintures. Œuvre de Michel Langlois exécutée aux termes d'un marché entre ce dernier et Jacques Marest, il comporte des colonnes en marbre et en tuffeau. Un tableau figurant la Visitation est placé au-dessus du tabernacle. Il est encadré par une statue de saint Sébastien à droite et une statue de sainte Anne avec la Vierge à l'Enfant à gauche. Une statue de saint Vigor, patron de la paroisse, est visible au-dessus du tableau entre des écussons sur fond d'azur couronnés par des heaumes de chevaliers.
Le maître-autel, daté de 1660, présente des colonnes et des appliques de marbre, et des sculptures de tuffeau. Il fut construit par Michel Langlois, architecte à Laval, d'après un contrat passé le 2 novembre 1659 avec Jacques Marest, sieur des Abatants, prieur de Neau.

## Les peintures murales
- Les fresques datent du XIIIe siècle et se trouvent dans le chœur. Les fragments conservés représentent la vie de saint Vigor et la résurrection des morts. Ces peintures sont mentionnées dans les annales de l'abbé Quinton à l'occasion de travaux en 1838. Des sondages ont été entrepris en 1977 et 1983 ; le retable a été démonté puis transféré pour permettre le dégagement et la restauration de ces fresques[a 1]. Ces fresques sont parmi les dernières à représenter un récit.

À partir du XIVe siècle, en Mayenne, on voit surtout se développer des images isolées (représentations saintes, images de martyrs).Geoffroy de Bais, prieur de Neau et commanditaire de ces peintures, avait envisagé un discours fort, bâti sur la vie de saint Vigor. La technique picturale semble commune avec celle des peintures de l'église de Bais, à une vingtaine de kilomètres de là.

### La jeunesse de saint Vigor
La première scène sur les murs est et sud correspond à des épisodes de la jeunesse de Vigor et à ses premiers miracles. Il prêche devant une foule et opère des guérisons miraculeuses : il guérit un enfant malade, un paralytique et une femme sourde. Sur le mur oriental, Vigor se tient au chevet d'un enfant recouvert de bandages et fait un geste d'injonction. Sur le mur sud, une femme porte sa main droite à l'oreille et tient dans l'autre main une bande qui se déroule devant elle. À côté d'elle se trouve l'infirme, agenouillé avec les pieds retournés.

### La chasse au dragon
La deuxième histoire concerne saint Vigor, son disciple Théodomer et Volusien, un noble demandant de l'aide. Il demande à Vigor de le débarrasser d'un dragon géant qui se trouve dans sa forêt. Le seigneur est barbu, porte un long manteau, un béret et des gants. Le saint apaise le monstre, lui passe une étole autour du cou et demande à son disciple d'aller le noyer. Il ne subsiste de cette scène que l'image de la tête du monstre avec un fragment d'étole. Plus loin, on voit Volusien, les mains jointes et la population derrière lui, regardant le monstre qui s'effondre. En remerciement, le seigneur donne au saint son gant qui symbolise le don du domaine de Cerisy; le saint y aurait fondé un monastère et une église en l'honneur de saint Pierre. Cet épisode illustre l'image d'une Église forte face à un paganisme malfaisant.

### Le miracle des oies
Le registre inférieur de la fresque porte une scène représentant le miracle des oies. Une bande d'oies sauvages ravageait les récoltes. Le saint leur demande de quitter les lieux mais elles refusent. Alors, l'un de ses disciples en mange une, que saint Vigor ressuscite aussitôt. Voyant cela, les oies acceptent de partir. Il ne subsiste de cet épisode que les oies rassemblées sous un arbre.

### Bertulf
Pour les articles homonymes, voir Bertulf.
Dans ce registre figure aussi l'invasion des terres de saint Vigor par Bertulf. Deux soldats chassent la population mais le saint entre en prière et Bertulf tombe mortellement de cheval. On ne voit plus aujourd'hui que les soldats, plus loin le jarret du cheval et un pied glissant de l'étrier. Cette allusion à Bertulf est certes une évocation de difficultés entre l'Église et un seigneur local, mais aussi un avertissement. Durant le haut Moyen Âge, certains seigneurs se sont emparés par la force des terres de l'Église. Si les tensions se sont généralement apaisées au XIIIe siècle, la mort du comte Bertulf reste un message désignant clairement le sort réservé aux ennemis de l'Église...

### Le miracle du mont Phanus
Sur le mur oriental du chœur, le baptême et la procession évoquent la christianisation d'un lieu de culte païen, le mont Phanus, qui se nommera désormais mont Christmat. Ce dernier grand chapitre résume la mission pastorale de Vigor.

### La Résurrection des morts
Dans le Nouveau Testament, la scène de la Résurrection des morts précède le Jugement dernier. Le Christ ressuscite les âmes pour les juger. Cette scène est située à l'ancien emplacement du retable. Elle représente saint Vigor accompagnant le Christ qui préside la résurrection. Le Christ porte une tunique ouverte sur la poitrine, affichant ses plaies. Le commanditaire des peintures, Geoffroy de Bais, est nommé et représenté ressuscitant sous la protection de la Vierge.

## Autres éléments d'intérieur
L'église renferme notamment une huile sur toile du XVIIe siècle représentant la Visitation.
On peut aussi y voir une statue de sainte Barbe en bois datant du XVIe siècle, mesurant 1 mètre de haut et à côté de laquelle est représentée une tour clocher. 

### Sources et bibliographie
- Service départemental du patrimoine de la Mayenne / Pays d'art et d'histoire
- « Église Saint-Vigor de Neau », dans Alphonse-Victor Angot et Ferdinand Gaugain, Dictionnaire historique, topographique et biographique de la Mayenne, Laval, A. Goupil, 1900-1910 [détail des éditions] (BNF 34106789, présentation en ligne)